# Станция стыкования

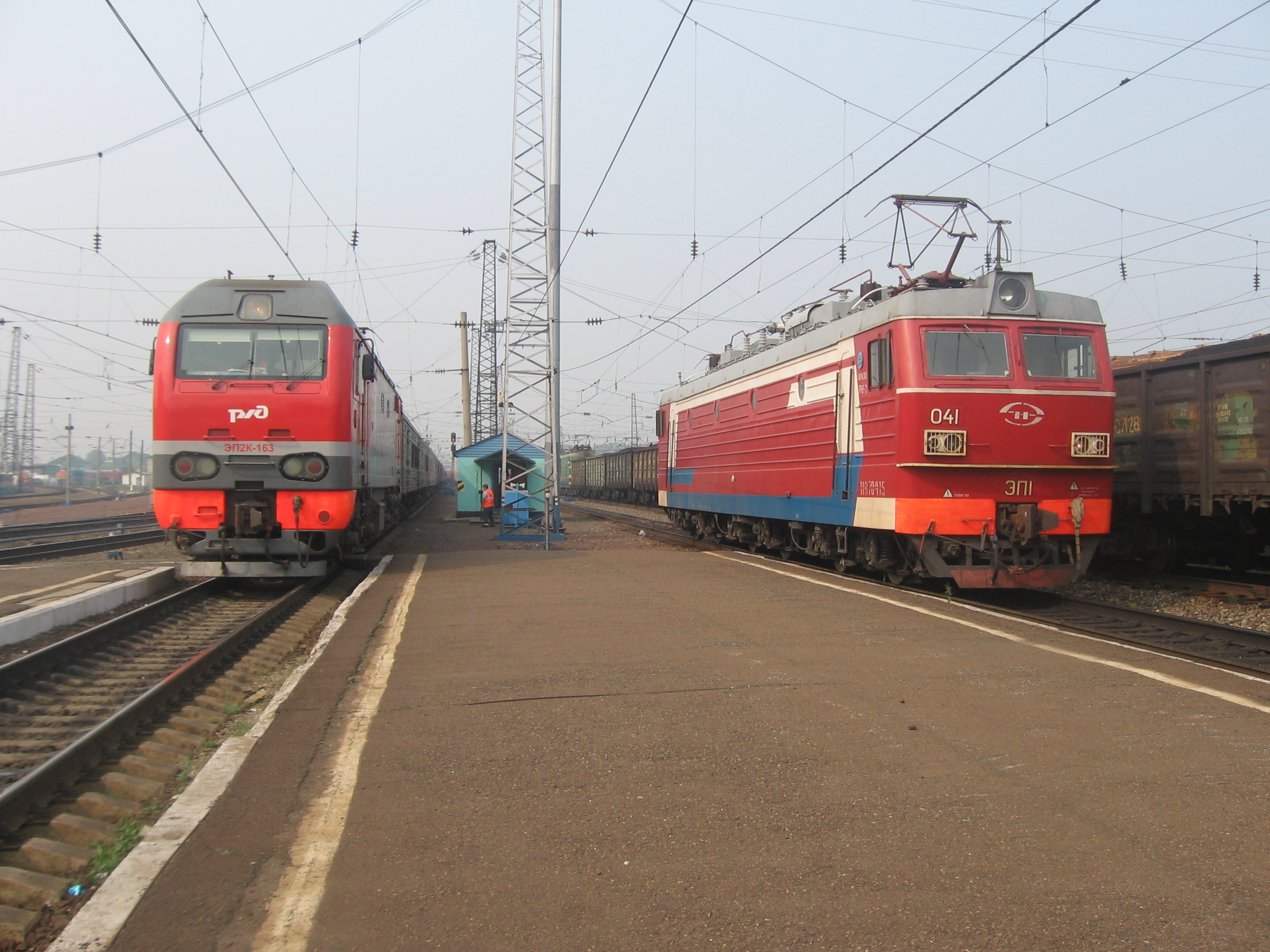
Слева ЭП2К на постоянном токе, справа ЭП1 на переменном на станции Мариинск Красноярской железной дороги

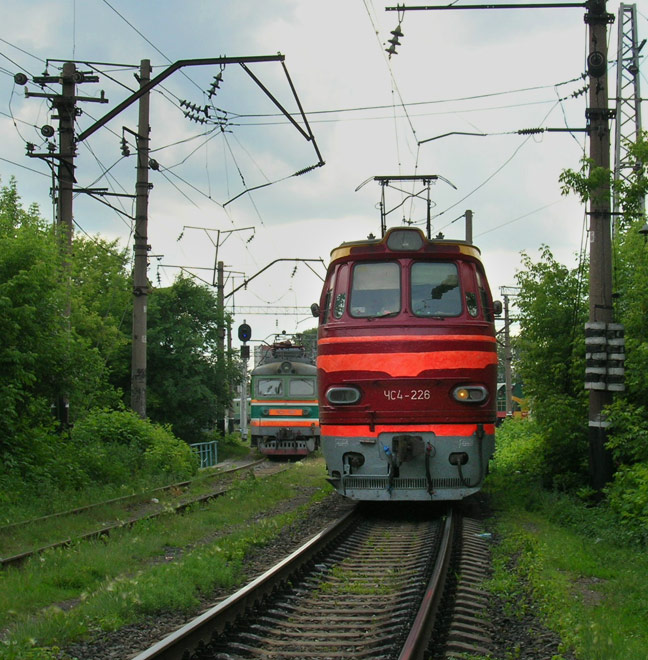
Электровозы разных систем тока на станции стыкования в Пензе. Слева ЧС2, у которого постоянный ток, справа ЧС4, у которого переменный ток.

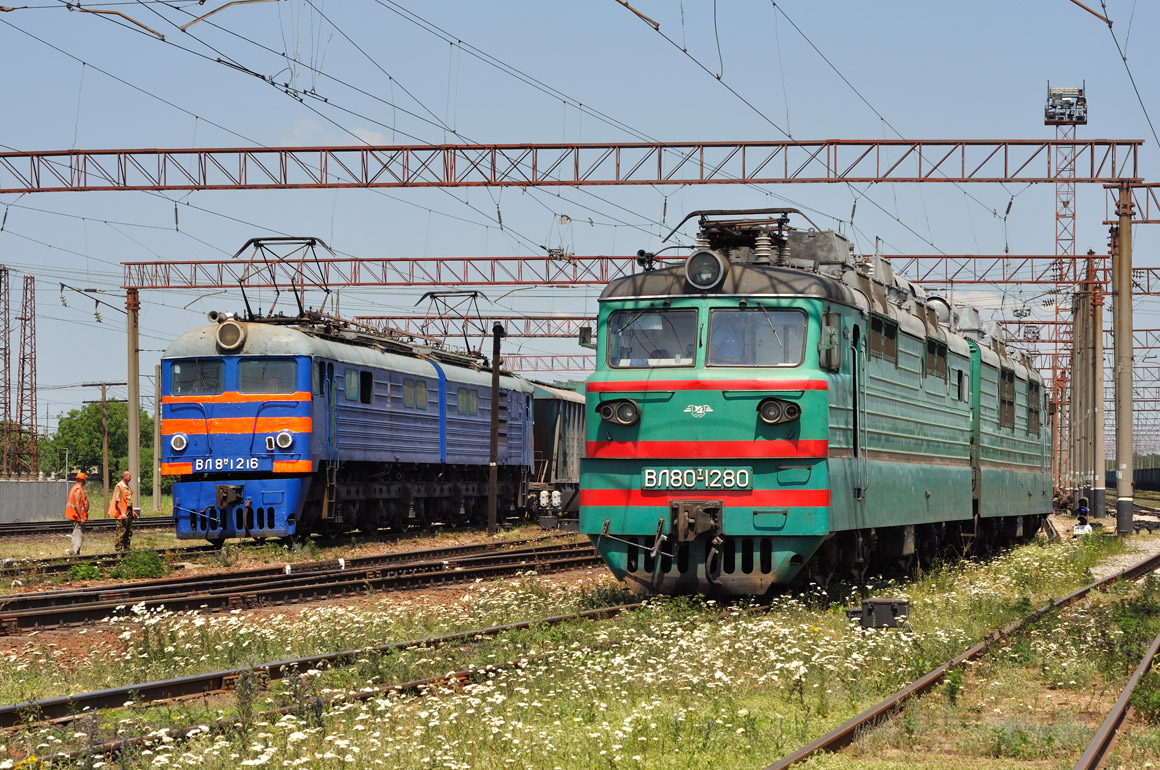
ВЛ8 (слева на постоянном токе) и ВЛ80 (справа на переменном) на станции Тимково Одесской ЖД

Ста́нция стыкова́ния — раздельный пункт железных дорог, на котором сходятся участки с различными системами электрификации. Электрификация участков может различаться по напряжению и по роду тока (постоянный и переменный ток, либо переменный ток различной частоты).

## Проектирование и строительство
Раздельным пунктом обычно выбирают участковую (по возможности с пунктом оборота локомотивов) или сортировочную станцию с парками, специализированными по направлениям движения. При электрификации новых линий и при сложности переустройства существующих станций обычно строятся новые станции стыкования по специальной схеме расположения парков противоположных направлений движения, обеспечивающей наименьший пробег электровозов и минимальное число враждебных пересечений (как правило, по продольной схеме с размещением между парками локомотивного депо).

## Стыкование участков
Стыкование участков, электрифицированных на разных системах тока, выполняется секционированием контактной сети и переключением её соответствующих секций на систему тока в зависимости от заданного маршрута прохождения электровоза. Для этого переключатели контактной сети сблокированы с соответствующими маршрутами в устройствах СЦБ. Секции контактного провода разделяются специальными секционными изоляторами, по которым могут скользить токоприёмники электрического подвижного состава. Изоляторы на секционных участках рассчитаны на максимальное используемое напряжение.

## Постсоветское пространство
В России и других странах бывшего СССР на магистральных железных дорогах применяются два типа электрификации — 3 кВ постоянного тока и 25 кВ переменного тока частоты 50 Гц. Большая часть станций стыкования постсоветского пространства расположена в России и на Украине. Исключение составляют несколько станций в других странах:
- Брест-Центральный на границе Белорусской и Польских железных дорог, где парк путей с европейской колеёй электрифицирован на постоянном токе 3 кВ, с русской колеёй — 25 кВ. Однако полноценной станцией стыкования её не позволяет считать отсутствие возможности прохождения стыка без перестановки тележек или их сужения (на Стрижах).
- Пресногорьковская - граница Казахстанских и Южно-Уральской железных дорог. Со стороны Кургана подходит постоянный ток 3 кВ (пассажирского сообщения нет с 2018 года), со стороны Казахстана - переменный 25 кВ.
- Беюк-Кясик, Алабашлы, Уджары - временные станции стыкования Азербайджанских железных дорог, открытые в 2020 году в рамках тестового перевода участка Уджары - Беюк-Кясик на переменный ток 25 кВ.

В 1958 году станция Ожерелье стала первой в СССР станцией стыкования двух родов тока: постоянного напряжением 3 кВ (со стороны Москвы) и переменного напряжением 25 кВ частотой 50 Гц (со стороны Павельца). Однако по окончании строительства хордовой линии Узуново — Рыбное с электрификацией её на постоянном токе участок Ожерелье — Узуново был переведён на постоянный ток для исключения устройства большого количества станций стыкования на коротком расстоянии.
16 ноября 1995 года был переведён с постоянного тока на переменный большой участок Восточно-Сибирской железной дороги, станции Зима и Слюдянка перестали быть станциями стыкования.
15 октября 2001 года в 1:00 по московскому времени главный ход Мурманского отделения Октябрьской железной дороги (участок Мурманск — Лоухи) в рамках реконструкции и полной электрификации всего северного направления дороги был переведён с постоянного тока на переменный, станция Лоухи, бывшая самой северной станцией стыкования на постсоветском пространстве, перестала быть таковой. Продолжительность технологического окна на финальном этапе составила 18 часов.
В 2006 году станция Минеральные Воды перестала быть станцией стыкования, участки Минеральные Воды — Кисловодск и Бештау — Железноводск переведены с постоянного тока на переменный.
На Укрзализныце всего 8 стыковочных станций: Львов-Главный, Тимково, Пятихатки-Стыковая, Огульцы, Граково, Святогорск, Красноград и Лозовая.

## В Евросоюзе
На железных дорогах в разных странах Евросоюза используется разное напряжение в контактной сети: в Чехии и Словакии 3 кВ (на старых участках) и 25 кВ (на новых участках), в Польше - 3 кВ, в Венгрии - 25 кВ, в Германии - 15 кВ, в Италии - 3 кВ,  во Франции - 1.5кВ и 25 кВ, а в Швейцарии - 15 кВ. Типичными примерами станции стыкования являются: во Франции является подземная платформа RER Gare du Nord, на которой двухрежимные пригородные поезда переходят из зоны электрификации 1.5кВ в зону 25кВ. Также есть станция "Лез Арк-Драгиньян" в городке Лез Арк, расположенном неподалёку от Драгиньяна, на линии Марсель-Ницца, где со стороны Марселя идёт напряжение 1,5 кВ, а со стороны Ниццы - 25 кВ. В Чехии - станция Кутна Гора на ветке Прага - Брно. Со стороны Праги идёт напряжение 3 кВ, а со стороны Брно - 25 кВ. Используется движение поездов по инерции. При въезде на станцию поезд разгоняется и опускает токоприемник. Своим ходом электровоз односистемник не выезжает, поэтому его буксируют маневровым тепловозом на путь с нужным видом тока.
На границе Австрии с Чехией - это станция Бржецлав. Применяются напряжения: 15 кВ со стороны Австрии, а 25 кВ - со стороны Чехии. Если поезд прибывает с электровозом, не рассчитанном на 15/25 кВ, то поезд меняют на электровоз Австрийских железных дорог или тепловоз.
Ещё один пример - граница Польша (станция Жепин) - Германия (станция Франкфурт-на-Одере). 
Система похожа на чешскую, но отличается тем, что если пассажирский поезд прибывает с польским электровозом-односистемником, то его отцепляют и к составу прицепляют тепловоз. Во Франкфурте-на-Одере отцепляют тепловоз, а вместо него прицепляют немецкий односистемный электровоз. Нейтральная вставка находится на немецкой стороне.